# Canonbury
Canonbury è un quartiere residenziale del borgo londinese di Islington a nord di Londra.